# Парабазалії
Парабазалії (Parabasalia) — група гетеротрофних протистів з великої клади Excavata, якій різні систематики дають ранг від класу до типу включно. Характеризуються наявністю особливої структури — парабазального апарату, представленого апаратом Гольджі, асоційованим з поперечно покресленими філаментами. Всі представники, за рідкісним винятком, мають від 4 до десятків тисяч джгутиків. Крім цього, для організмів даної групи характерна наявність в клітці потужного цитоскелетного утвору — аксостілю, а також редукція мітохондрій до спеціалізованих органел — гідрогеносом. Тип розподілу ядра — закритий внеядерний плевромітоз.
Більшість парабазалій ведуть симбіотичний спосіб життя, мешкаючи всередині інших організмів. Зустрічаються паразити, в тому числі збудники захворювань людини. Поширені повсюдно. Станом на 2012 рік описано близько 400 видів в 80 родах.

## Систематика та різноманіття

### Історія
Традиційно групу поділяли на два ряди: трихомонади (Trichomonadida) та багатоджгутикові (Hypermastigida).
Трихомонади мешкають у внутрішніх органах хребетних тварин, зокрема в кишці. Можуть бути як коменсалами, так і паразитами. Серед небезпечних паразитів людини — Trichomonas vaginalis та Pentatrichomonas hominis. У корів паразитує Tritrichomonas foetus.
Багатоджгутикові населяють кишківник тарганоподібних комах, зокрема термітів. Вони сприяють перетравленню целюлози.

### Система 2024 року
Канадські дослідники 2024 року запропонували нову систему типу парабазалія. Тип розділили на 11 класів:
- Hypotrichomonadea Čepička, Hampl, & Kulda, 2010 з єдиним рядом Hypotrichomonadida, у складі двох родів Hypotrichomonas та Trichomitus
- Pimpavickea Boscaro & Keeling, 2024 з єдиним рядом Pimpavickida, у складі двох родів Pimpavicka та Alexandriella
- Trichomonadea Kirby, 1947
  - Ряд Honigbergiellida - 4 родини
  - Ряд Trichomonadida - 3 родини
- Lophomonadea Boscaro & Keeling, 2024 з єдиним рядом Lophomonadida у складі 3 родів: Lophomonas, Eulophomonas та Prolophomonas
- Trichonymphea Poche, 1913 з єдиним рядом Trichonymphida - 7 родин
- Cristamonadea Čepička, Hampl, & Kulda, 2010
  - Ряд Calonymphida Boscaro & Keeling, 2024 - 3 родини, поширені в термітах
  - Ряд Devescovinida Boscaro & Keeling, 2024 - єдина родина з 18 родами, поширені в термітах, переважно родини Kalotermitidae
  - Ряд Gigantomonadida Boscaro & Keeling, 2024 - єдиний рід Gigantomonas
- Dientamoebea Boscaro & Keeling, 2024 з єдиним рядом Dientamoebida та 4 родами, поширені в хребетних
- Monocercomonadea  Boscaro & Keeling, 2024 - єдиний рід Monocercomonas
- Simplicimonadea Boscaro & Keeling, 2024 - єдиний рід Simplicimonas
- Tritrichomonadea Čepička, Hampl, & Kulda, 2010 - єдиний рід Tritrichomonas
- Spirotrichonymphea Grassé 1952 - поширені в термітах
  - Ряд Cononymphida Boscaro & Keeling, 2024 - єдиний рід Cononympha
  - Ряд Holomastigotoidida Boscaro & Keeling, 2024 - 2 роди Holomastigotoides та Rostronympha
  - Ряд Spirotrichonymphida Grassé, 1952 - 4 родини з 14 родами
- Incertae sedis: роди Chilomitus, Rhizonympha, Tricercomitus, Trichocovina